# Machinemade God
Machinemade God — немецкий музыкальный коллектив, играющий в стиле металкор.

## История
Группа Machinemade God была образована в начале 2003 года в Германии. Поначалу группа играла на европейских концертах таких групп как Caliban, As I Lay Dying, Hatebreed, God Forbid и других не менее известных коллективов. В 2004 году Machinamade God записали свой первый EP, состоявший из 4-х треков.
Уже в апреле-мае 2005 года Machinemade God отправляется в Данию для записи своего дебютного полноценного альбома «The Infinity Complex». Альбом получился очень «мясным», но в то же время ребята отыграли довольно чисто и песни не сводились к долбёжке музыкантов и ору вокалиста в микрофон.
В 2006 году Machinemade God подписывает контракт с лейблом Metal Blade Records, а в феврале 2006 года под ним уже выходит ранее записанный альбом.
Дебютный релиз получил много положительных отзывов прессы и фанатов, так что на протяжении всего последующего года музыканты были в туре с музыкантами из Evergreen Terrace.
В 2007-м году группа устроила небольшой тур по своей родине, по возвращении из которого группа в полном составе снова отправляется в студию для записи нового альбома, получившего название «Masked».
29 августа 2008 года на странице Myspace появилась информация о том, что основатель и вокалист Florian Velten покинул группу. Остальные участники коллектива не смогли найти ему замену, в связи с чем группа прекратила свою деятельность на неопределённый срок.